# Venanzo Crocetti
Venanzo Crocetti (n. 4 august 1913, Giulianova - d. 3 februarie 2003, Roma) a fost un sculptor italian.

## Biografie
În 1938 Venanzo Crocetti a caștigat Marele Premiu la a XXI-a Bienală de la Veneția. Dintre operele sale cu caracter religios, „Poarta Sacramentelor” (1965) a Bazilicii Sfântul Petru din Roma este cea mai importantă. În 1966 a fost premiat cu Medalia de Aur de Ministrul Educației. În 1972 a fost numit președinte al Academiei Naționale San Luca.
Muzeul Venanzo Crocetti, cu sediul în Roma, este dedicat activității artistice a sculptorului.